# Glenea innotatithorax
Glenea innotatithorax là một loài bọ cánh cứng trong họ Cerambycidae.